# Patara pakaraima
Patara pakaraima är en insektsart som beskrevs av Ronald Gordon Fennah 1952. Patara pakaraima ingår i släktet Patara och familjen Derbidae. Inga underarter finns listade i Catalogue of Life.